# وای‌نات (میسیسیپی)
وای‌نات (به انگلیسی: Whynot) یک منطقهٔ مسکونی در ایالات متحده آمریکا است که در شهرستان لاودردیل، میسیسیپی واقع شده‌است. وای‌نات ۱۴۹٫۹۶ متر بالاتر از سطح دریا واقع شده‌است.